# Acronicta dungerni
Acronicta dungerni är en fjärilsart som beskrevs av Rudolf Rangnow 1935. Acronicta dungerni ingår i släktet Acronicta och familjen nattflyn. Inga underarter finns listade i Catalogue of Life.